# 흑룡강신문
흑룡강신문(黑龍江新聞)은 중화인민공화국의 흑룡강성에서 발행되는 조선족을 대상으로한 조선어 신문이다. 또 중화인민공화국에 거주하는 한국인을 위한 한국어 주간 신문도 발행하고 있다. 본사는 하얼빈에 있다.

## 연혁
- 1957년 1월 1일 흑룡강신문의 전신인 무단장 신문(牡丹江新聞)(조선어) 창간.
- 1961년 1월 29일 무단장 신문 간행이 중지.
- 1961년 10월 1일 하얼빈에서 흑룡강 신문이 창간. 흑룡강일보(黒竜江日報)(중국어 신문)에 소속.
- 1963년　주 3회 발행으로 변경
- 1968년 4월　주 6회 발행으로 변경
- 1983년 1월 1일 흑룡강신문으로 독립
- 2002년 중국에 거주하는 한국인을 대상으로 한 주간 흑룡강신문을 발행

## 현황
현재 흑룡강신문사 임직원 140명. 그중 편집, 기자 65명, 고급편집 5명, 주임편집기자 25명. 행정간부로 부청급 1명, 정처급 4명, 부처급 11명, 과급 20여명

## 현임사장겸총편집
한광천(韓光天)